# Чемпионат Индии по фигурному катанию
Чемпионат Индии по фигурному катанию — ежегодное соревнование по фигурному катанию среди фигуристов Индии, организуемое Ассоциацией фигурного катания Индии. Спортсмены соревнуются в мужском и женском одиночном катании, танцах на льду.
Первый чемпионат Индии был проведён в 2003 году. В 2007 и 2010 годах чемпионат не проводился.

## Медалисты

### Мужчины
| Медалисты в мужском одиночном катании | Медалисты в мужском одиночном катании | Медалисты в мужском одиночном катании | Медалисты в мужском одиночном катании | Медалисты в мужском одиночном катании |
| ------------------------------------- | ------------------------------------- | ------------------------------------- | ------------------------------------- | ------------------------------------- |
| Год                                   | Город                                 | Золото                                | Серебро                               | Бронза                                |
| 2003                                  | Дели                                  | Нет данных                            | Нет данных                            | Нет данных                            |
| 2004                                  | Дели                                  | Нет данных                            | Нет данных                            | Нет данных                            |
| 2005                                  | Дели                                  | Йогеш Триведи                         | Васудев Танди                         | Чандан Кимар                          |
| 2006                                  | Калькутта                             | Васудев Танди                         | Йогеш Триведи                         | Рандип Рай                            |
| 2007                                  | Чемпионат не проводился               | Чемпионат не проводился               | Чемпионат не проводился               | Чемпионат не проводился               |
| 2008                                  | Шимла                                 | Пранай Кимар Джайн                    | Ануп Кумар Яма                        | Васудев Танди                         |
| 2009                                  | Чемпионат не проводился               | Чемпионат не проводился               | Чемпионат не проводился               | Чемпионат не проводился               |
| 2010                                  | Чемпионат не проводился               | Чемпионат не проводился               | Чемпионат не проводился               | Чемпионат не проводился               |
| 2011                                  | Шимла                                 | Васудев Танди                         | Йогеш Триведи                         | Анкит Банга                           |
| 2012                                  | Шимла                                 | Ануп Кумар Яма                        | Сурья Удай Миноча                     | Абхишек Баровалия                     |
| 2013                                  | Шимла                                 | Ануп Кумар Яма                        | Васудев Танди                         | Гурмит Сингх Сидху                    |
| 2014                                  | Шимла                                 | Ануп Кумар Яма                        | Йогеш Гупта                           | Йогендер Кумар                        |
| 2015                                  | Дели                                  | Ануп Кумар Яма                        | Райкумар Тивари                       | Ашу Сингх                             |
| 2016                                  | Гульмарг                              | Ануп Кумар Яма                        | Нишчай Лутра                          | Райкумар Тивари                       |
| 2017                                  | Дели                                  | Ануп Кумар Яма                        | Райкумар Тивари                       | Мохаммед Хасин                        |
| 2018                                  |                                       | Ануп Кумар Яма                        | Шри Рам                               | Чандер Бхан                           |
| 2019                                  |                                       | Пратхам Татед                         | Ванш Бхатиа                           | Мохаммед Хасин                        |
| 2020                                  | Гуруграм                              | Ануп Кумар Яма                        | Приям Татед                           | Вайшнав Найр                          |

### Женщины
| Медалисты в женском одиночном катании | Медалисты в женском одиночном катании | Медалисты в женском одиночном катании | Медалисты в женском одиночном катании | Медалисты в женском одиночном катании |
| ------------------------------------- | ------------------------------------- | ------------------------------------- | ------------------------------------- | ------------------------------------- |
| Год                                   | Город                                 | Золото                                | Серебро                               | Бронза                                |
| 2003                                  | Дели                                  | Нет данных                            | Нет данных                            | Нет данных                            |
| 2004                                  | Дели                                  | Нет данных                            | Нет данных                            | Нет данных                            |
| 2005                                  | Дели                                  | Адня Боркар                           | Сонам Цомо                            | Авантика Вайшнав                      |
| 2006                                  | Калькутта                             | Адня Боркар                           | Ринчен Долма                          | Кхушбу Сайни                          |
| 2007                                  | Чемпионат не проводился               | Чемпионат не проводился               | Чемпионат не проводился               | Чемпионат не проводился               |
| 2008                                  | Шимла                                 | Маюри Бхандари                        | Йонико Ива Уошингтон                  | Хоунш Мунши                           |
| 2009                                  | Чемпионат не проводился               | Чемпионат не проводился               | Чемпионат не проводился               | Чемпионат не проводился               |
| 2010                                  | Чемпионат не проводился               | Чемпионат не проводился               | Чемпионат не проводился               | Чемпионат не проводился               |
| 2011                                  | Шимла                                 | Симрита Сахней                        | Джапнит Сидху                         | Ибани Каундал                         |
| 2012                                  | Шимла                                 | Симрита Сахней                        | Джапнит Сидху                         | Сунидхи Чанана                        |
| 2013                                  | Шимла                                 | Авани Панчал и Симрита Сахней         | Сушали Шарма                          | Манаси Лимае                          |
| 2014                                  | Шимла                                 | Манал Каноджиа                        | Сучали Шарма                          | Джапнит Сидху                         |
| 2015                                  | Дели                                  | Алдрин Матхев                         | Манал Каноджиа                        | Сучали Шарма                          |
| 2016                                  | Гульмарг                              | Алдрин Матхев                         | Ништха Пайнули                        | Сара Айаз                             |
| 2017                                  | Дели                                  | Дивя Татед                            | Алдрин Матхев                         | Ништха Пайнули                        |
| 2018                                  |                                       | Алдрин Матхев                         | Кавя Джаеш Шах                        | Ашмин Каур Чандок                     |
| 2019                                  |                                       | Симран Чугх                           | Алдрин Матхев                         | Кавя Джаеш Шах                        |
| 2020                                  | Гуруграм                              | Парри Срохи                           | Симран Чугх                           | Элисетти Паллави                      |

### Парное катание
| Медалисты в парном катании | Медалисты в парном катании                   | Медалисты в парном катании                   | Медалисты в парном катании                   | Медалисты в парном катании                   |
| -------------------------- | -------------------------------------------- | -------------------------------------------- | -------------------------------------------- | -------------------------------------------- |
| Год                        | Город                                        | Золото                                       | Серебро                                      | Бронза                                       |
| до 2010                    | Соревнования в парном катании не проводились | Соревнования в парном катании не проводились | Соревнования в парном катании не проводились | Соревнования в парном катании не проводились |
| 2011                       | Шимла                                        | Симрита Сахни / Йогеш Триведи                | Ибани Каундал / Анкит Банга                  | Нет участников                               |
| 2012                       | Шимла                                        | Манал Каноджиа / Ануп Кумар Яма              | Шефали Шарма / Сурья Удай Миноча             | Нет участников                               |
| 2013                       | Шимла                                        | Авани Панчал / Ануп Кумар Яма                | Ништха Пайнули / Йогеш Триведи               | Манаси Лимае / Йогеш Гупта                   |
| 2014                       | Шимла                                        | Манал Каноджиа / Ануп Кумар Яма              | Дипика Аггарвал / Йогеш Гупта                | Нет участников                               |
| 2015                       | Дели                                         | Манал Каноджиа / Ануп Кумар Яма              | Алдрин Матхев / Ашу Сингх                    | Нет участников                               |
| 2016                       | Гульмарг                                     | Алдрин Матхев / Нишчай Лутра                 | Ништха Пайнули / Райкумар Тивари             | Мадха Талат / Хари Ом Мишра                  |
| 2017                       | Дели                                         | Алдрин Матхев / Ануп Кумар Яма               | Дивя Татед / Мохаммед Хасин                  | Ништха Пайнули / Сентхил Кумар               |
| 2018                       |                                              | Алдрин Матхев / Ануп Кумар Яма               | Дивя Татед / Мохаммед Хасин                  | Ништха Пайнули / Сентхил Кумар               |
| 2019                       |                                              | С. Светха / Пратхам Татед                    | Кавя Джаеш Шах / Сентхил Кумар               | Ашмин Каур Чандок / Мохаммед Хасин           |
| 2020                       | Гуруграм                                     | Аня Сингх / Манит Сингх                      | Харшита Равтани / Ванш Вхатиа                | Гаури Рай / Симар Баджай                     |